# Amédée Joyau
Amédée Joyau (Parigi, 25 maggio 1872 – Fontainebleau, 7 agosto 1913) è stato un pittore e incisore francese.
Molto influenzato dal giapponismo, è noto in particolare per le sue incisioni e le sue pitture su legno.

## Biografia
Amédée era figlio di Joseph Louis Achille Joyau (1831-1873), architetto, che nel 1860 aveva vinto il primo prix de Rome dedicato all'architettura.

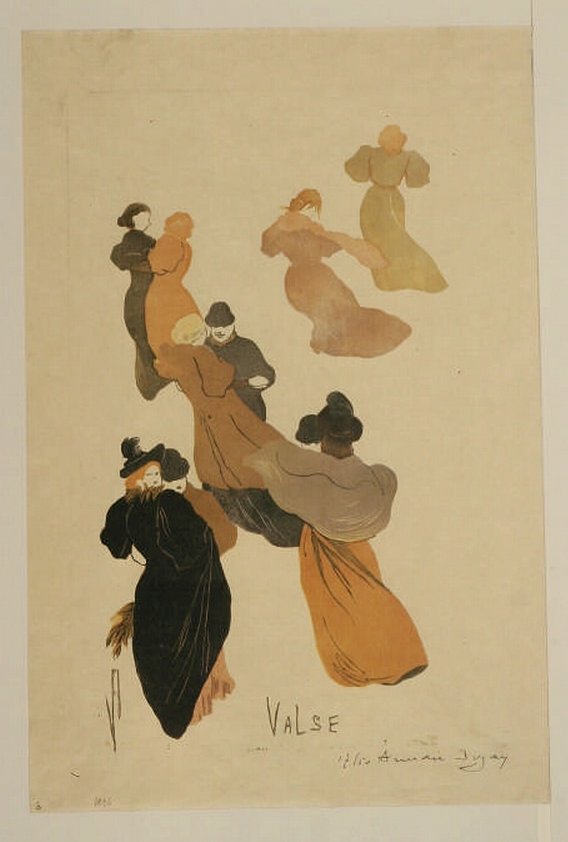
Valzer, 1896

Nel 1889 Joyau fece un lungo viaggio in Giappone e rimase profondamente impressionato dall'arte dell'Estremo oriente. L'anno seguente entrò nell'atelier di Fernand Cormon a Parigi, dove compì la sua formazione e dove, assai probabilmente, conobbe Henri de Toulouse-Lautrec.

In quel periodo stava tornando in voga l'incisione su legno, in contrasto con la grande diffusione dell'incisione tipografica che l'aveva praticamente messa in disuso. Joyau fu conquistato da questo ritorno ad una tecnica e ad un materiale ormai desueto ma molto schietto, come il legno, e lo usò molto frequentemente. Eseguì anche qualche acquaforte, ma di rado.
Si espresse anche con la tecnica dell'acquerello e della pittura ad olio, che impiegava con sicurezza e con le quali realizzò paesaggi e marine. Nel marzo del 1895 espose al "Salon du Champ-de-Mars" una serie di disegni ispirati alla città di Parigi. In seguito, nel 1901, divenne membro della "Société nationale des beaux-arts" e nel 1913 espose anche al "Salon d'automne", che accolse una retrospettiva dei suoi paesaggi della Bretagna.
 
Per quanto riguarda i suoi lavori di pittura su legno, Joyau iniziò già nel 1893 a riprodurre vedute delle vie di Parigi, a cominciare dal quartiere di Montmartre (Le Moulin de la Galette), seguito dai quartieri dei grandi boulevard. Realizzò una serie di "crepuscoli" dalle tinte assai contrastanti, con uno stile che richiamava quello di certe stampe di Henri Rivière. In seguito cambiò totalmente soggetto, uscendo dalla città e portandosi verso il mare, ispirato dai paesaggi marini della Bretagna, della Vandea o del mare del Nord.
Nel 1901 Joyau sposò Alice Marcolesco, una giovane di origine rumena, figlia del pittore post-impressionista Georges Marcolesco (1870-?). Dal matrimonio nacquero due figli: Alain, nato nel 1903 e Alban, nato nel 1907.
Nel 1906-1907, per il tramite della famiglia di sua moglie, ebbe dei contatti con la Romania, ed eseguì dei ritratti ad incisione di varie personalità rumene. A questa esperienza seguì un incarico per un manifesto pubblicitario della "Ciocolata Berindei" di Bucarest, che venne però stampato dalla litografica Minot di Parigi.
Verso il 1909 Joyau si ritirò nella foresta di Fontainebleau e produsse numerosi quadri di boschi e boscaglie. Tali opere costituiscono la testimonianza di quanto fosse vivo il suo attaccamento alla natura. Nel gennaio del 1909 espose, per una prima stagione, nella galleria Georges Petit, in seno al gruppo di artisti denominato « La Cimaise ».Continuò ad esporre con tale gruppo per le stagioni che seguirono, sino al 1912.
Amédée Joyau morì in ancor giovane età (41 anni) a Fontainebleau, dove venne sepolto il 9 agosto 1913. La sua scomparsa fu annunciata dalla maggior parte dei grandi quotidiani francesi.
La produzione di Amédée Joyau raggiunge senza dubbio le 140 opere, di cui la maggioranza è stata catalogata dall'esperto americano Atherton Curtis (1863-1943) nel 1938.  Di questo fondo, 108 stampe sono conservate nell'Istituto Nazionale di Storia dell'Arte (INHA).

## Galleria d'immagini
Pitture su legno

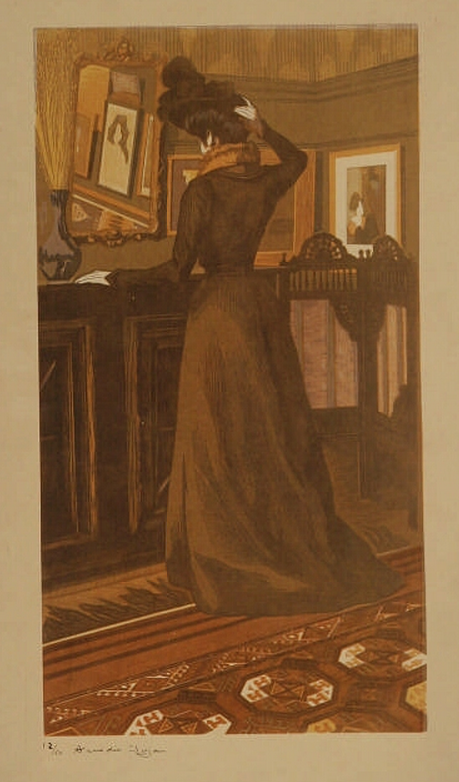
Anna, 1899
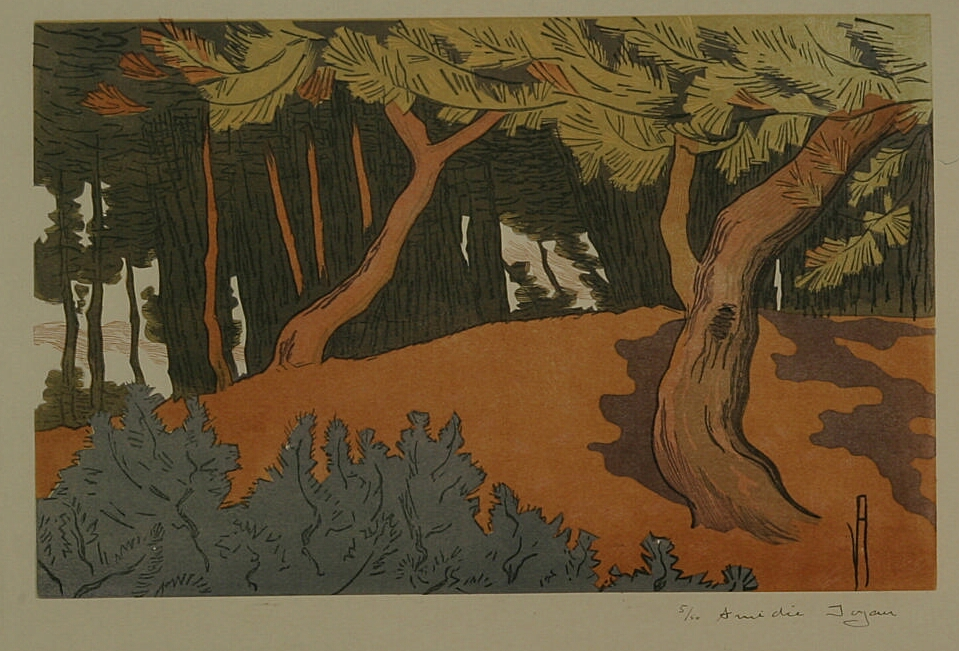
Pini al tramonto a Le Touquet, 1900
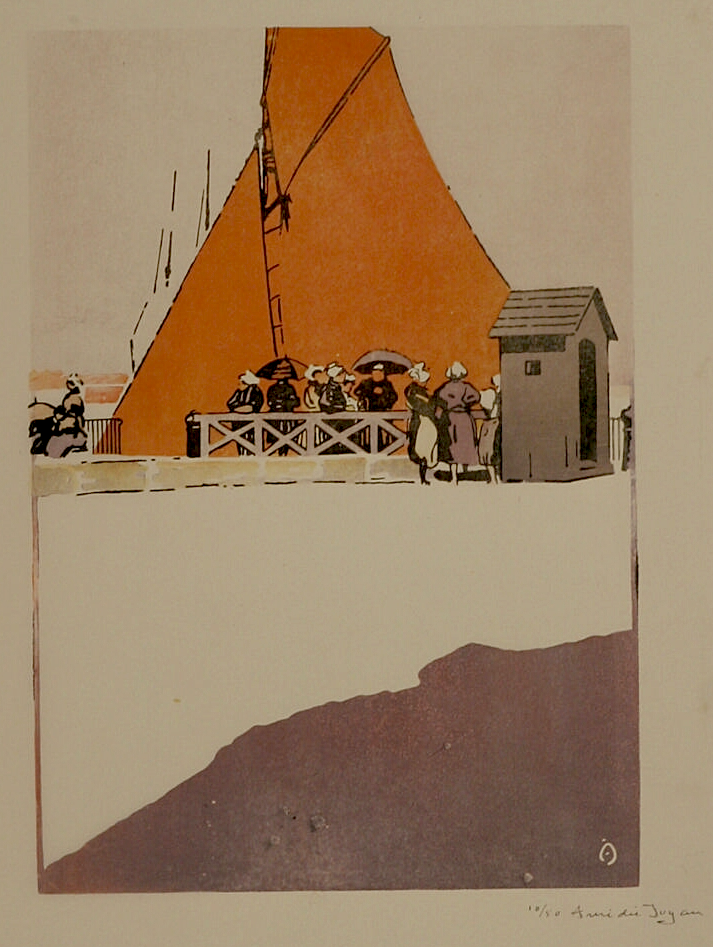
Compratrici di sardine
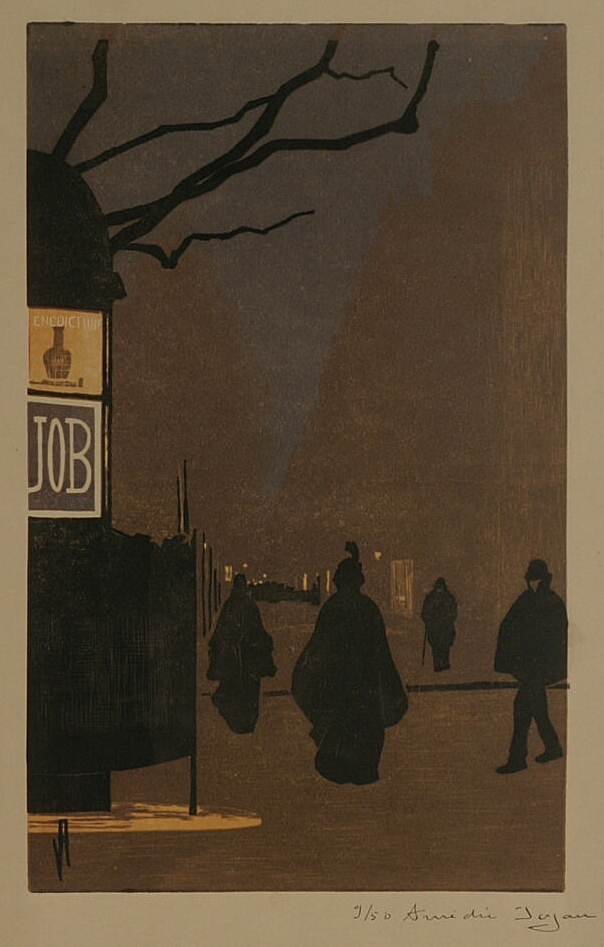
Boulevard Malesherbes, 1899

## Collegamenti esterni

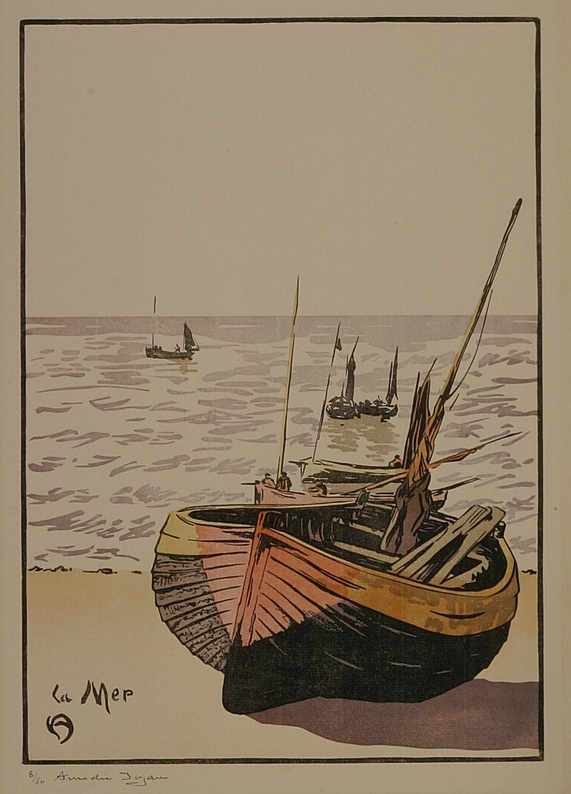
Il mare a Yport, 1902